# Paris–Roubaix 2018

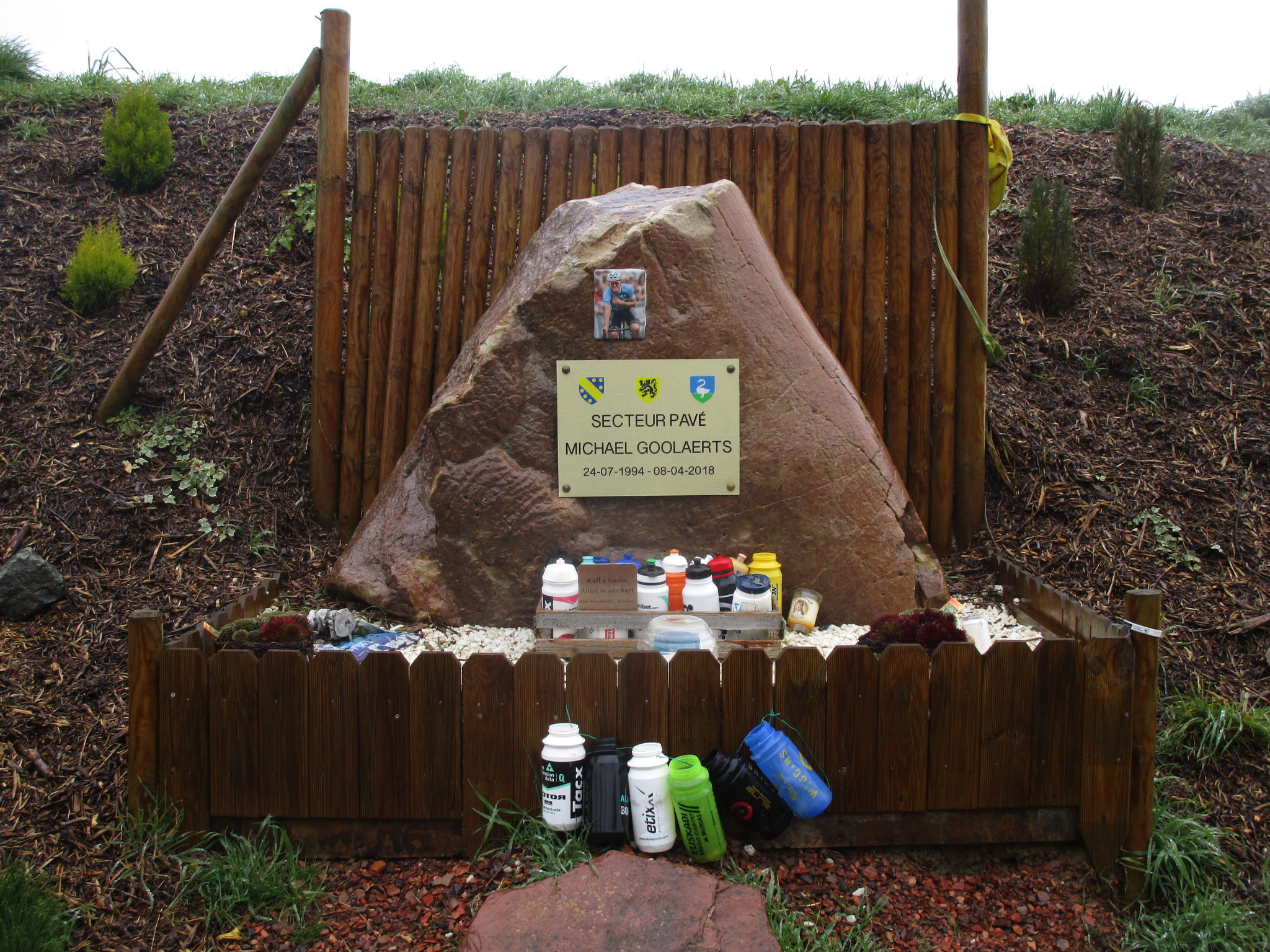
Gedenkstein für Michael Goolaerts bei Briastre

Das Radrennen Paris–Roubaix 2018 war die 116. Austragung des Radsportklassikers und fand am Sonntag, den 8. April 2018, statt. Es wurde in Compiègne gestartet und endete nach 257 Kilometer auf der Radrennbahn von Roubaix. Zudem war das Rennen Teil der UCI WorldTour 2018 und war dort das 15. von 37 Rennen.
Das Wetter war warm und trocken, als 175 Fahrer aus 25 Teams das Rennen aufnahmen. Nach rund 42 Kilometern bildete sich eine erste Führungsgruppe aus Silvan Dillier, Jelle Wallays, und Sven Erik Bystrøm, Marc Soler, Gatis Smukulis, Jimmy Duquennoy, Ludovic Robeet, Geoffrey Soupe und Jay Robert Thomson, die einen Vorsprung von bis zu 8:35 Minuten herausfuhr. Auf dem ersten von 29 Pavé-Abschnitten kam es zu einem Massensturz, bei dem sich der Schweizer Stefan Küng, wie sich später herausstellte, den Kiefer brach. Im Wald von Arenberg, 95 Kilometer vor dem Ziel, zerfiel die Spitzengruppe, und im Feld riss Mike Teunissen mit Philippe Gilbert eine Lücke. Später konnte der Deutsche Nils Politt zum Verfolgerduo aufschließen. 75 Kilometer vor dem Ziel konnten die drei Fahrer wieder vom Peloton gestellt werden.
54 Kilometer vor dem Ziel löste sich der amtierende Weltmeister Peter Sagan aus dem Feld. Während die Fahrer aus der Ausreißergruppe nach und nach zurückfielen, konnte einzig Dillier mithalten. Dieses Duo konnte seinen Vorsprung auf das Feld bis in die Radrennbahn von Roubaix halten, wo Sagan rund 150 Meter vor dem Ziel den Sprint anzog und das Rennen für sich entschied. Es war sein erster Sieg bei diesem Klassiker. Dritter wurde der Niederländer Niki Terpstra, der in der Woche zuvor die Flandern-Rundfahrt gewonnen hatte. Bester Deutscher auf Rang sieben war der Hürther Nils Politt.
Überschattet wurde das Rennen vom Tod des 23-jährigen belgischen Radrennfahrers Michael Goolaerts, der nach rund 100 Kilometern gestürzt war. Nach einer Wiederbelebung wurde er in lebensbedrohlichem Zustand mit einem Hubschrauber in das Universitätskrankenhaus (CHU) Lille geflogen, wo er kurze Zeit später starb. Eine Autopsie ergab, dass er vor seinem Sturz einen Herzinfarkt erlitten hatte. Am Unglücksort wurde im Beisein seiner Familie ein Gedenkstein eingerichtet.

## Teilnehmende Mannschaften
| WorldTeams (18)- AG2R La Mondiale - Astana - Bahrain-Merida - BMC Racing Team - Bora-Hansgrohe - Dimension Data - EF Education First-Drapac p/b Cannondale - Groupama-FDJ - Katusha-Alpecin - Lotto Soudal - Lotto NL-Jumbo - Mitchelton-Scott - Movistar Team - Quick-Step Floors - Sky - Team Sunweb - Trek-Segafredo - UAE Team Emirates Professional Continental Teams (7)- Cofidis, Solutions Crédits - Delko-Marseille Provence-KTM - Direct Énergie - Fortuneo-Samsic - Vérandas Willems-Crelan - Vital Concept - WB-Aqua Protect-Veranclassic |
| |

## Rennergebnis
| \| Gesamtwertung \| Gesamtwertung \| Gesamtwertung \| Gesamtwertung \| Gesamtwertung \| \| Fahrer \| Fahrer \| Land \| Team \| Zeit \| \| ------------- \| --------------------- \| ------------------ \| ------------------------- \| --------------- \| \| 1. \| Peter Sagan \| Slowakei \| Bora-Hansgrohe \| 5 h 54 min 06 s \| \| 2. \| Silvan Dillier \| Schweiz \| AG2R La Mondiale \| + 0 s \| \| 3. \| Niki Terpstra \| Niederlande \| Quick-Step Floors \| + 57 s \| \| 4. \| Greg Van Avermaet \| Belgien \| BMC Racing Team \| + 1 min 34 s \| \| 5. \| Jasper Stuyven \| Belgien \| Trek-Segafredo \| + 1 min 34 s \| \| 6. \| Sep Vanmarcke \| Belgien \| EF Education First-Drapac \| + 1 min 34 s \| \| 7. \| Nils Politt \| Deutschland \| Katusha-Alpecin \| + 2 min 31 s \| \| 8. \| Taylor Phinney \| Vereinigte Staaten \| EF Education First-Drapac \| + 2 min 31 s \| \| 9. \| Zdeněk Štybar \| Tschechien \| Quick-Step Floors \| + 2 min 31 s \| \| 10. \| Jens Debusschere \| Belgien \| Lotto-Soudal \| + 2 min 31 s \| \| 11. \| Mike Teunissen \| Niederlande \| Team Sunweb \| + 2 min 31 s \| \| 12. \| Oliver Naesen \| Belgien \| AG2R La Mondiale \| + 2 min 31 s \| \| 13. \| Wout van Aert \| Belgien \| Verandas Willems-Crelan \| + 2 min 31 s \| \| 14. \| Jelle Wallays \| Belgien \| Lotto-Soudal \| + 2 min 37 s \| \| 15. \| Philippe Gilbert \| Belgien \| Quick-Step Floors \| + 3 min 07 s \| \| 16. \| Amund Grøndahl Jansen \| Norwegen \| LottoNL-Jumbo \| + 3 min 07 s \| \| 17. \| John Degenkolb \| Deutschland \| Trek-Segafredo \| + 3 min 07 s \| \| 18. \| Marco Marcato \| Italien \| UAE Team Emirates \| + 3 min 07 s \| \| 19. \| Dylan van Baarle \| Niederlande \| Team Sky \| + 3 min 07 s \| \| 20. \| Heinrich Haussler \| Australien \| Bahrain-Merida \| + 3 min 07 s \| |                       |                    |                           |                 |
| |                       |                    |                           |                 |
| Quelle: ProCyclingStats |                       |                    |                           |                 |
| Gesamtwertung |                       |                    |                           |                 |
| Fahrer | Fahrer                | Land               | Team                      | Zeit            |
| 1. | Peter Sagan           | Slowakei           | Bora-Hansgrohe            | 5 h 54 min 06 s |
| 2. | Silvan Dillier        | Schweiz            | AG2R La Mondiale          | + 0 s           |
| 3. | Niki Terpstra         | Niederlande        | Quick-Step Floors         | + 57 s          |
| 4. | Greg Van Avermaet     | Belgien            | BMC Racing Team           | + 1 min 34 s    |
| 5. | Jasper Stuyven        | Belgien            | Trek-Segafredo            | + 1 min 34 s    |
| 6. | Sep Vanmarcke         | Belgien            | EF Education First-Drapac | + 1 min 34 s    |
| 7. | Nils Politt           | Deutschland        | Katusha-Alpecin           | + 2 min 31 s    |
| 8. | Taylor Phinney        | Vereinigte Staaten | EF Education First-Drapac | + 2 min 31 s    |
| 9. | Zdeněk Štybar         | Tschechien         | Quick-Step Floors         | + 2 min 31 s    |
| 10. | Jens Debusschere      | Belgien            | Lotto-Soudal              | + 2 min 31 s    |
| 11. | Mike Teunissen        | Niederlande        | Team Sunweb               | + 2 min 31 s    |
| 12. | Oliver Naesen         | Belgien            | AG2R La Mondiale          | + 2 min 31 s    |
| 13. | Wout van Aert         | Belgien            | Verandas Willems-Crelan   | + 2 min 31 s    |
| 14. | Jelle Wallays         | Belgien            | Lotto-Soudal              | + 2 min 37 s    |
| 15. | Philippe Gilbert      | Belgien            | Quick-Step Floors         | + 3 min 07 s    |
| 16. | Amund Grøndahl Jansen | Norwegen           | LottoNL-Jumbo             | + 3 min 07 s    |
| 17. | John Degenkolb        | Deutschland        | Trek-Segafredo            | + 3 min 07 s    |
| 18. | Marco Marcato         | Italien            | UAE Team Emirates         | + 3 min 07 s    |
| 19. | Dylan van Baarle      | Niederlande        | Team Sky                  | + 3 min 07 s    |
| 20. | Heinrich Haussler     | Australien         | Bahrain-Merida            | + 3 min 07 s    |